# Капела Светог Јована Непомука у Сомбору
Капела Светог Јована Непомука у Сомбору, према хроници Боне Михаловића из 1787. године, изграђена је 1751. године. Представља непокретно културно добро као споменик културе од великог значаја.

## Архитектура
Капела је мала грађевина, складних пропорција, на којој се огледају доминантни утицаји рококоа. Основа је у облику неправилне елипсе са зарубљеном источном страном. Наткривена је куполом која при врху има лантерну са четири прозора. Фасадна декорација изведена у штуко малтеру, знатно је скромнија него декорација унутрашњег простора са јонским пиластрима, мермерним североисточним и југоисточним зидом, мермерним подом и сликаном рококо орнаментиком. Наглашеној полихромији доприносе и прозорски витражи. У олтарској ниши на издигнутом поду смештен је ковчег Св. Ивана Непомука.
Конзерваторски радови изведени су 1993. године.